# グラディエーター
『グラディエーター』（原題：Gladiator）は、2000年に公開されたアメリカ合衆国の歴史映画。
監督はリドリー・スコット、主演はラッセル・クロウ。第73回アカデミー賞および第58回ゴールデングローブ賞で作品賞を受賞した。

## 概要
マルクス・アウレリウス治下のローマ帝国を舞台とし、ラッセル・クロウが演じる軍団長マキシマス・デシムス・メレディウスは皇帝アウレリウスとその息子コモドゥスの確執に巻き込まれて家族を殺され、自らも奴隷に堕とされる。マキシマスは皇帝の座を襲ったコモドゥスへの復讐を誓い、帝国の繁栄の象徴であった剣闘士（グラディエーター）として名を上げつつ彼に接近する機会を窺う。
制作会社はドリームワークスで、監督は『エイリアン』『ブレードランナー』などを製作したリドリー・スコット。主要キャストはラッセル・クロウ、ホアキン・フェニックス、コニー・ニールセン、オリヴァー・リード（公開前に死去）、ジャイモン・フンスー、デレク・ジャコビ、リチャード・ハリス。
2000年5月5日に発表された同作は優れた映像美やストーリーから大きな商業的成功を収めた。批評家からも高い評価を得て、第73回アカデミー賞作品賞並びに第58回ゴールデングローブ賞ドラマ部門作品賞を受賞する名誉を受けた。
続編の『グラディエーターII 英雄を呼ぶ声』は2024年に公開された。

## ストーリー

### 冒頭
時はネルウァ＝アントニヌス朝（いわゆる五賢帝時代）のローマ帝国。平民出身の将軍マキシマス・デシムス・メリディアス（Maximus Decimus Meridius）は、ゲルマニア遠征で、蛮族との決戦を迎えていた。降服を説得するためローマ軍から遣わされた使者が斬首され、その首が投げ返されてきたのを皮切りに両軍の戦闘が始まる。ローマ帝国軍は東方属州からの弓兵や工兵隊のカタパルトを駆使して森林地帯に潜むゲルマニア軍に砲撃を与えた後、軍団兵を前進させる。高地に陣取る蛮族の軍勢に軍団兵は苦戦を強いられるものの、マキシマスは自ら騎兵部隊を率いて蛮族を背後から強襲して敵将を討ち取り、結果として勝利を得る。傷付き倒れる兵士達を目に、老境を迎えつつあった皇帝アウレリウスは膨張し続ける帝国の崩壊が近付いていることを悟るのだった。
老いた皇帝を悩ませるもう一つの問題が、帝位継承についてだった。賢帝と名高いアウレリウスは、皇子コモドゥスが勇気や正義感など持たず、貴族との政治や策謀に没頭するさまを疎み、その一方でマキシマスの勇敢かつ無欲な部分を気に入っていた。アウレリウスは、問題を抱えるローマを根本的に立て直すには、民衆が貴族と同等に政治を行っていた共和政へ戻す必要があると考え、その遺志の実現にはマキシマスに帝位を譲ることが最良だと考える。一方、皇帝の実子であるコモドゥスは、父の愛情が自身に向けられていないことを不安に感じ、旧友でもあるマキシマスに、側近として自分の治世を助けてくれるように頼む。
アウレリウスはマキシマスを自らの天幕に呼び寄せ、戦いの愚かさについて説く。マキシマスはローマを光に例え、皇帝に反論して遠征の意義を説くが、アウレリウスは「退廃してしまった近年のローマを知らない」とマキシマスを諭す。そして共和政へ戻す構想を伝え、その実行者としてマキシマスを指名する。マキシマスは「帝位を継ぐ気でいるコモドゥスはどうなるのか」と尋ねるが、アウレリウスは「君主の器ではない」と一蹴する。アウレリウスは自分が必ず説得すると約束し、マキシマスは考える時間が欲しいと述べて天幕を離れる。

### 皇帝暗殺
遅れて天幕に呼ばれたコンモドゥスは、その場に安置されていた父の胸像の前で待っていた。やがて皇帝本人が後ろから現れる。アウレリウスはあえてコモドゥスに帝位を継ぐ覚悟を尋ね、コモドゥスは喜んで大任を引き受けると応えるが、告げられたのは帝位をマキシマスに譲るという内容であった。
自身にその理由や共和政移行の大義を説く父に対し、コモドゥスは以前にアウレリウスから送られた手紙について話し始める。手紙には皇帝に必要な「徳」（正義・知恵・不屈・自制）が書かれていたが、コンモドゥスに備わる「徳」（野心・策謀・勇気・献身）は何処にも書かれていなかった。それはまるで自分を息子と認めたくないかのようだったとのコモドゥスの言葉に、アウレリウスは穿った考えだと否定する。しかしコモドゥスは自分は父親が誇りに思える息子になりたかったと告げ、なぜ自分を憎むのかと涙を流す。
息子と対話するアウレリウスは、父親として息子に接するのを怠ったことが、結果として息子を歪ませてしまったと悟る。息子の前に跪いたアウレリウスは「息子が至らぬのは、至らぬ父を持った為だ」と子を庇う言葉を述べ、自らも涙して和解の抱擁を求める。コモドゥスはアウレリウスを泣きながら抱きとめるが、そのまま父親のアウレリウスを絞殺してしまう。愛情よりも畏怖が勝っていた父親が、不出来な自分に許しを乞うた姿を認められなかったのである。
翌朝、腹心の将軍クィントゥスから皇帝の死を知らされたマキシマスは天幕に向かう。コモドゥスからは皇帝が「病死」したと告げられるが、アウレリウスから廃嫡の意思を伝え聞いていたマキシマスは事実に気づき、忠誠を求めるコモドゥスを拒絶して事実を明らかにしようとする。しかし大方の者たちは事実を知った上でコモドゥスに従っており、クィントゥスもマキシマスを裏切って彼を捕らえ、従わなければマキシマスとその家族を処刑せよとの皇帝の命を実行する。
マキシマスは家族を守る為に近衛兵達と一戦を交えて脱出し、馬を乗り換えながら休まず故郷へのヒスパニアへと急ぐ。しかし辿り着いた家は焼き払われ、妻子はともに生きながら焼かれ吊るされていた。2人の遺骸を前に泣き崩れるマキシマスはその場に倒れこみ、やがて疲労と負傷から意識を失ってしまう。

### 剣闘士として
目が覚めた時、マキシマスは商人の一団に捕らえられ、属州アフリカのモーリタニア・カエサリエンシスにあったズッカバルという名の町へ連れて行かれ、奴隷市場で売られていた。生きる意義を失ったマキシマスは脱出する訳でもなく、無気力にされるがままに過ごしていた。そこへ小さな剣闘士団を運営するプロキシモという男が現れる。マキシマスは剣闘士として使えそうな奴隷を探し回っていたプロキシモに「スパニアード」（スペイン人）として売り飛ばされる。
剣闘士団では先輩の剣闘士ハーゲンが奴隷達の審査を行い、勇敢なものは赤、臆病者は黄色と絵具で印が付けられていく。自分の番が回ってきた時、マキシマスは武器を取ることすらせず殴られるままになり、プロキシモから興味を持たれつつも黄色を塗られる。新入りたちは最初の儀礼として闘技場の標的として送り込まれる。多くの奴隷が惨殺される中、マキシマスは剣闘士達を相手に見事な戦い振りで応戦し、同じく奮戦していたヌミディア人奴隷のジュバと二人で試練を乗り越え、図らずも剣闘士への第一歩を踏み出してしまう。
マキシマスが新しい宿命を得た時、折りしも遠く離れた帝都ローマではコモドゥスが壮麗な凱旋式を執り行っていた。元老院の貴族達は経験の無い若い皇帝を侮るが、コンモドゥスは元々共和政だったローマを牛耳っていた貴族は既に力を失っており、今では民衆の方に力があることを見抜いていた。娯楽や食料を惜しみなく分け与えて民衆を喜ばせ、また自らも民を愛する皇帝として振舞うことでコモドゥスは民の心を掴み、元老院を無視した専制的な統治を進めていく。
娯楽の中で特に人気を博したのが剣闘技大会であった。それまでコロッセウム（大闘技場）での剣闘は禁じられていたが、コモドゥスの計らいで大会が再開された。地方都市に散らばっていた剣闘士団が挙って帝都ローマに集う中、プロキシモは次第に成長するマキシマスを引提げて自らもローマの大会に参加しようとする。マキシマスは興味が無いと答えるが、剣闘士が自由を与えられる際、皇帝と謁見できると聞いて失っていた復讐心を取り戻す。マキシマスは真意を隠した上で自分も自由を得たいと告げ、プロキシモは「ならば民衆を味方につけろ」と助言する。プロキシモもかつては名うての剣闘士であり、他でもないアウレリウス帝によって賜られたルビアス（木剣）を持って、自由の身を得たのだった。

### 帝都ローマへ
ローマに宿営地を構えたプロキシモの剣闘士団だったが、不利な契約を取り付けられ、古代ポエニ戦争での決戦・ザマの戦いを模した闘技で「カルタゴ軍」の役に駆り出されてしまう。興行師達の賭けでは十中八九が史実通りカルタゴ軍役の負け試合であったが、鼻当て付きの兜を被ったマキシマスは将軍時代の経験を生かして徒歩の剣闘士団を指揮し、「ローマ軍」役の戦車騎馬隊を壊滅に追い込む。本来はローマ軍役が勝利するはずの筋書きが変わってしまったが、民衆は怒るどころか、圧倒的に不利な状態で打ち勝った剣闘士団を讃え、歓声を上げる。貴賓席でその様子を見ていたコモドゥスは「スパニアード」という剣闘士に興味を持ち、会見すると告げる。
近衛兵とクィントゥスを連れて闘技場に入ったコモドゥス。マキシマスは落ちていた弓矢の鏃を手の中に隠して暗殺しようとするが、皇帝の甥ルキウスがコンモドゥスの傍らにいたことから躊躇ってしまう。時機を逸している内にコモドゥスはマキシマスを「ヘラクレスの化身」と賞賛して、兜を外して本当の名を名乗る様に促す。背を向けて立ち去ろうとするマキシマスにコモドゥスは皇帝の命に背くなと告げ、再度兜を外す様に促す。覚悟を決めたマキシマスは素顔を晒して向きかえり、「真の皇帝マルクス・アウレリウスの臣下、マキシマス・デシムス・メレディウス」と名乗る。
死んだはずのマキシマスの姿に動揺したコモドゥスは、衆人環視のなかでクィントゥスに処刑を命じる。しかし闘技場の英雄を殺そうとする皇帝を見た民衆は「殺すな」と連呼し、やむなくコモドゥスはマキシマスを助命する。皇帝ですら、ローマの民衆の声に逆らえないことは明白であった。その後、コンモドゥスは闘技場でマキシマスを公然と殺すべく、「ガリアの虎戦士」と謡われた剣闘士ティグリスとの試合を用意、加えて闘技場に複数の虎使いを控えさせ、ティグリスに有利となるように仕向けておく。しかしマキシマスは激闘の末にティグリスを破り、更に民衆の「殺せ」との叫びを受けてコモドゥスが処刑を命じると、わざとこれに反抗してティグリスを助けてしまう。民衆はマキシマスを慈悲深いと賞賛し、ますますコモドゥスの立場を危うくする。

### 謀議
名誉を度々傷つけられたことでコモドゥスの人気は下降し始め、グラックス元老院議員ら反対派の政治家達も反乱の謀議を進め始める。コンモドゥスの冷酷さを知っていたその姉のルシッラの手引きで、グラックスとマキシマスは引き合わされ、マキシマスは元老院の手引きで、かつて指揮した軍団の元へ脱出する計画を告げる。グラックスはマキシマスが独裁を行わないという保証はないと反対するが、マキシマスは亡き皇帝の意思に沿うだけだと語り、自分はコモドゥスと刺し違っても良いと説明する。
グラックスはマキシマスを信じてプロキシモから身柄を買い上げようとするが、皇帝から怒りを買うことを嫌うプロキシモは拒絶する。プロキシモはコモドゥスに恨みがあるわけでもなく、むしろ自分を金持ちにしてくれたと笑う。窮したマキシマスは暫く考えた後、「先帝を殺した男だ」と告げる。
一方、宮殿ではコモドゥスがマキシマスの存在を恐れるようになっていた。皇帝の側近であるファルコ議員はマキシマスが手に負えなくなる前に殺すべきだと助言するが、コモドゥスは「民に憎まれたくない」と拒絶する。そこでファルコとコモドゥスは一計を案じてわざとマキシマスや反対派を泳がせ、反乱を起こしたという無実の罪を着せて捕らえる計画を立てる。計画は見事に成功してグラックスとルッシラがまず捕らえられ、更にプロキシモや多数の剣闘士が殺され、最後にはマクシムスも捕らえられた。

### 一騎討ち
コモドゥスは民衆が納得する方法でマキシマスを処刑するため、闘技場での一騎討ちを望む。「自分自身で戦うのか」と尋ねるマキシマスに、コモドゥスは「自分が（お前のことを）恐れるとでも」と返すが、マキシマスはこれまでずっと恐れ続けた人生だったろうと笑う。「英雄」とは違って人間なら誰でも恐怖を感じるとコモドゥスは反論するが、マキシマスはかつてとある偉人が残した「死を避けられないなら、笑って受け入れるのみ」との言葉を教える。コモドゥスが「その言葉の主は自分が死ぬ時も笑えたか」と尋ねると、マキシマスは「思い出せ」と返す。言葉の主はコモドゥスが自ら殺めたアウレリウスだったのである。
コモドゥスはマキシマスの腰にナイフを突き刺して深手を負わせ、クィントゥスに命じて甲冑で傷を隠させて出場させる。民衆の歓声の中で両者の試合が始まり、傷の苦しみから思うように戦えないマキシマスは苦戦を強いられる。それでも気力を振り絞ってコモドゥスの剣を弾き飛ばすが、やがて意識が遠のき始めてしまう。コモドゥスはクィントゥスに新しい剣を寄越せと叫ぶが、クィントゥスは二人を取り囲む親衛隊の兵士達に決して手出しをするなと命じる。
追い詰められたコモドゥスは先のナイフを取り出して止めを差そうとするが、朦朧としながらも戦おうとするマキシマスと素手での激しい撲り合いとなる。乱戦の末、マキシマスがコモドゥスの首下にナイフを持った手を押し向けていき、抵抗するコモドゥスの力を押さえ込んで喉にナイフを突き刺す。次第に崩れ落ち、力無く倒れこんでコモドゥスは絶命する。そしてクィントゥスらにグラックスの解放と、ローマを正しい形に戻すように言い残してマキシマスもまた倒れる。
闘技場の砂に倒れた両者の遺体。民衆は皇帝の遺骸を放置し、マキシマスの遺骸を掲げて去っていくのだった。

## 登場人物

### 帝国の要人
マキシマス・デシムス・メリディアス（Maximus Decimus Meridius）
演 - ラッセル・クロウ
主人公。ローマ軍の将軍で、属州ヒスパニア出身。アウレリウス帝の寵愛を受ける勇敢かつ聡明な人物だが、コモドゥスとの対立によって奴隷に身を落とされる。
作中における架空人物であるが、マルクス・ノニウス・マクリウスという実在した執政官がモチーフであり、またノニウス以外にもキンキナトゥス、スパルタクス、ナルキッソス、ヒスパニアのマキスマスなど複数の古代ローマの人物がモデルとなっている。
ルキウス・アウレリウス・コモドゥス（Lucius Aurelius Commodus）
演 - ホアキン・フェニックス
マルクス・アウレリウスの共同皇帝（在位：177年 - 180年）、第17代ローマ皇帝（在位：180年 - 192年）。アウレリウス帝の嫡男で、策謀に長けた傲慢な野心家。賢帝たる父に屈折した感情を持ち、情緒不安定な部分がある。
自分よりも父から信頼されている旧友マキシマスに不安を覚え、父を殺した上でマキシマスを失脚させる。
ルッシラ（Lucilla）
演 - コニー・ニールセン
コモドゥスの姉。若き日はマキシマスの恋人だったが、身分の差から結婚を諦めマルクス・アウレリウスの共同皇帝ルキウス・ウェルスと結婚する。
当面の跡継ぎとされた一人息子のルキウスと共に皇帝を支えるが、次第に弟へ恐怖を感じ始める。
ルキウス・ウェルス〈子〉（Lucius Verus）
演 - スペンサー・トリート・クラーク
ルッシラの子で、コモドゥスの甥。作中、マキシマスから名を尋ねられ、「父の名を継いだ」と発言していることから、父は共同皇帝であったルキウス・ウェルスと推察される。
マルクス・アウレリウス（Marcus Aurelius）
演 - リチャード・ハリス
第16代ローマ皇帝（在位：161年 - 180年）。賢帝と呼ばれた老帝で、冒頭では蛮族との戦い（マルコマンニ戦争、162年 - 180年）に出陣している。
帝政に限界を感じて再び共和政による支配へとローマを戻そうと計画するが、実子コモドゥスに暗殺される。
クィントゥス（Quintus）
演 - トーマス・アラナ
ローマ軍の将軍。マキシマスの同僚として従軍していたが、コモドゥスに従って反逆したマキシマスを捕らえる。
功績によって近衛隊長に栄達を果たすが、マキシマスを裏切ったことには罪悪感を抱いている。
グラックス議員（Senator Gracchus）
演 - デレク・ジャコビ
元老院議員。皮肉屋だが、高潔な性格の持ち主。民を味方にしたコモドゥスに感心しつつ、その独裁を押し留めようと奔走する。
ガイウス議員（Senator Gaius）
演 - ジョン・シュラプネル
元老院議員。グラックスと並んで反コモドゥス派に立つ。ローマの共和政復活を望んでいる。
ファルコ議員（Senator Falco）
演 - デヴィッド・スコフィールド
元老院議員。没落したパトリキ階級で、コモドゥスに取り入り権勢を得る策謀家。
シセロ（Cicero）
演 - トミー・フラナガン
マキシマスの従者。主人が剣闘士に身を落とした後も従い続け、密かにマキシマスを助ける。

### 剣闘士
アントニウス・プロキシモ（Antonius Proximo）
演 - オリヴァー・リード
ズッカバルを根城にする剣闘士団の団長。マキシマスに才覚を見出し、剣闘士としての修行を積ませる。
かつては自らも名うての剣闘士として活躍しており、その功績からアウレリウス帝によって自由を与えられた。
ジュバ（Juba）
演 - ジャイモン・フンスー
ヌミディア人の奴隷。マキシマスと共にプロキシモへ剣闘士として売り飛ばされる。
独特の死生観を持ち、死を望むマキシマスにまだ生きて成すべきことがあると励ますなど、深い友情を結ぶ。
ハーゲン（Hagen）
演 - ラルフ・メラー
ゲルマニア人の奴隷。冗談好きの大男。先輩の剣闘士としてマキシマスとジュバを指導し、後に友人となるが、コモドゥス兵との戦いにより命を落とす。
カッシウス（Cassius）
演 - デヴィッド・ヘミングス
コロッセウムの支配人で、剣闘士競技の責任者。
ティグリス（Tigris (of Gaul)）
演 - スヴェン＝オーレ・トールセン
「ガリアの虎戦士」の異名を取る剣闘士。コモドゥスの命令によってマキシマスとの試合を引き受ける。

## キャスト
| 役名                   | 俳優                           | 日本語吹替                                                                                                  | 日本語吹替 |
| 役名                   | 俳優                           | ソフト版 | テレビ朝日版 |
| ---------------------- | ------------------------------ | --- | --- |
| マキシマス             | ラッセル・クロウ               | 山路和弘 | 山路和弘 |
| コモドゥス             | ホアキン・フェニックス         | 神奈延年 | 宮本充 |
| ルッシラ               | コニー・ニールセン             | 沢海陽子 | 佐々木優子 |
| プロキシモ             | オリヴァー・リード             | 富田耕生 | 坂口芳貞 |
| グラックス             | デレク・ジャコビ               | 堀勝之祐 | 小林修 |
| ジュバ                 | ジャイモン・フンスー           | 諸角憲一 | 石田圭祐 |
| マルクス・アウレリウス | リチャード・ハリス             | 大木民夫 | 鈴木瑞穂 |
| ハーゲン               | ラルフ・メラー                 | 古田信幸 | |
| シセロ                 | トミー・フラナガン             | 宗矢樹頼 | |
| ファルコ議員           | デヴィッド・スコフィールド     | 村松康雄 | |
| ガイウス議員           | ジョン・シュラプネル           | 益富信孝 | |
| クィントゥス           | トーマス・アラナ               | 田原アルノ                                                                                                  | 稲垣隆史 |
| ルキウス               | スペンサー・トリート・クラーク | | 矢島晶子 |
| カッシウス             | デヴィッド・ヘミングス         | 楠見尚己 | 青野武 |
| ティグリス             | スヴェン＝オーレ・トールセン   | | |
| マキシマスの妻         | ジャンニア・ファシオ           | | 伊藤亜矢子 |
| マキシマスの子         | ジョルジョ・カンタリニ         | | 細野雅世 |
| その他                 |                                | 梁田清之 花田光 藤井佳代子 後藤哲夫 小山武宏 水内清光 石井隆夫 杉本ゆう 志村知幸 小野泰隆 常盤祐貴 村上想太 | 金尾哲夫 寺杣昌紀 桐本拓哉 西凛太朗 水内清光 田中完 辻親八 原田晃 五王四郎 竹田雅則 白山修 伊藤亜矢子 船木真人 高階俊嗣 重松朋 野中秀哲 小谷津央典 丸山純路 天神総介 山口貴樹 瀬口昌代 |
|                        |                                | | |
| 翻訳                   |                                | 徐賀世子 | 平田勝茂 |
| 演出                   |                                | 中野洋志 | 福永莞爾 |
| 調整                   |                                | 門倉徹 | 長井利親 |
| 効果                   |                                | | リレーション |
| 編集協力               |                                | | IMAGICA 宮本陽介 |
| プロデューサー         |                                | | 松田佐栄子 シュレック・ヘドウィック |
| 制作協力               |                                | | VIVIA 清宮正希 |
| 制作                   |                                | ACクリエイト                                                                                                | ムービーテレビジョン |
| 初回放送               |                                | 2020年4月30日 『午後のロードショー』 （13:35-15:40）                                                        | 2003年11月2日 『日曜洋画劇場』 （21:00-23:54） |

## 製作

### 企画・脚本
『Gladiator』のアイディアは製作を務めたデヴィッド・フランゾーニが提案したものであり、同時に脚本の初期案は彼の手で書き上げられた。フランゾーニは以前に製作・脚本として関わったスティーヴン・スピルバーグ監督による『アミスタッド』の商業的成功で、ドリームワークスから新たな映画の製作と立案を依頼されていた。フランゾーニは古代史に関する特別な興味を当初持たなかったが、ダニエル・マニックスの小説『Those About to Die』（1958年）に影響を受け、更に『ローマ皇帝群像』を読んだ経験からコンモドゥス帝に関する映画製作を思い立った。草案では『ローマ皇帝群像』のコンモドゥス伝には登場せず、ヘロディアヌスやカッシウス・ディオといった同時代人によって伝えられた（コンモドゥス帝を暗殺したとされる）剣闘士ナルソキッソスがモチーフとされ、名前もそのままであった。しかしナルソキッソスに関する記述が乏しいためにさまざまな歴史人物がモチーフとして加えられ、独創的な主人公「マキシマス」を形作っていった。

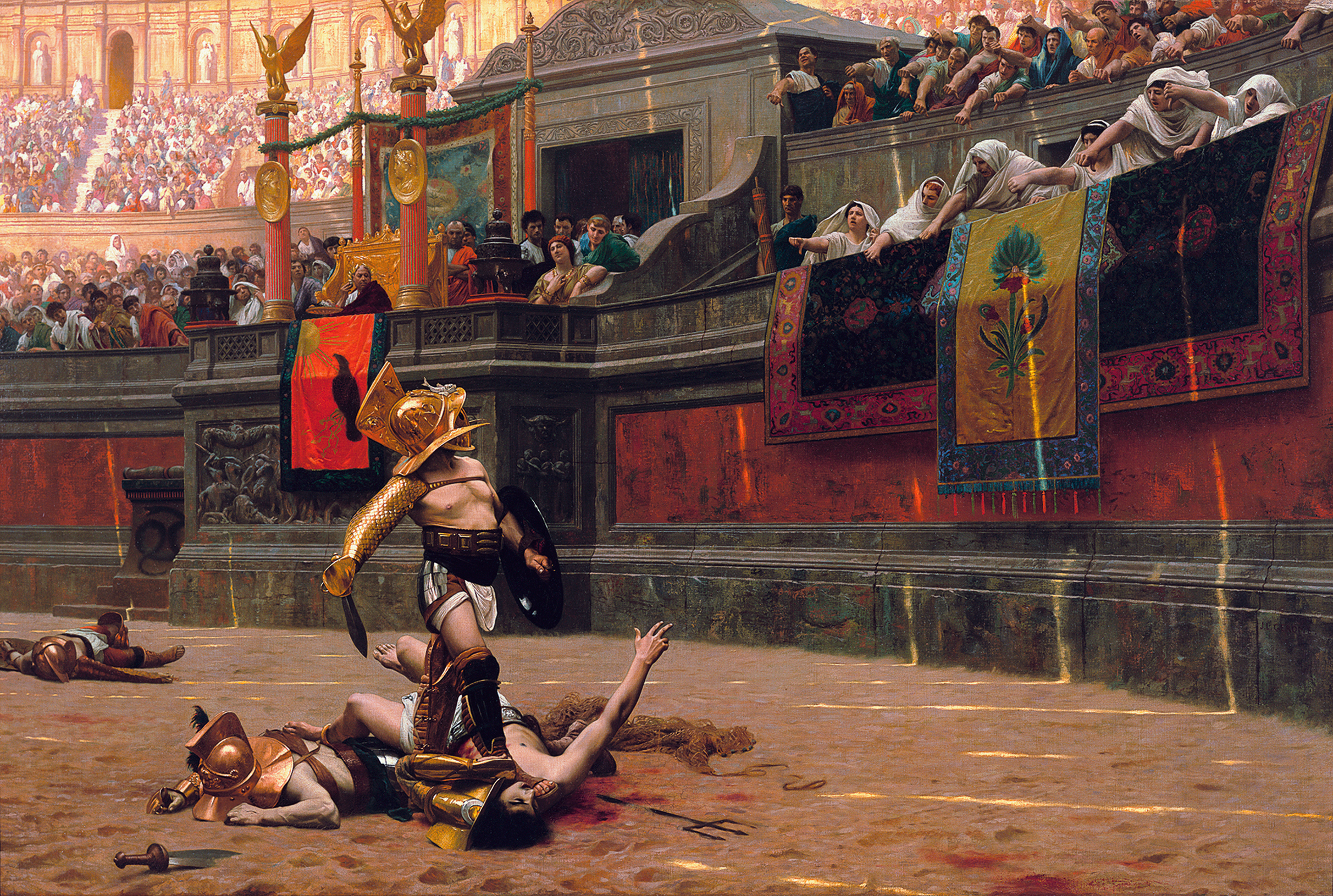
「指し降ろされた親指」(レオン・ジェローム、1872年)

監督については総製作のウォルター・F・パークス、ローリー・マクドナルドによってリドリー・スコットにオファーが出され、二人はアイディア源の一つであるジャン＝レオン・ジェロームの絵画を見せて脚本を説明した。スコットは古代ローマ時代の映像化に強い興味を示したものの、脚本や草案については全面的に書き直すべきだと批判し、実際に脚本家のジョン・ローガンによって大幅に変更させた。ローガンにより書き直された部分としては主人公が剣闘士になるまでの展開に深みを持たせたことと、逆に家族描写については大幅に減らしたことが挙げられる。
製作の直前まで脚本についての議論は続けられており、三人目の脚本家として参加したウィリアム・ニコルソンは主人公マキシマスをより感傷的な人物として描写するべく、作品中に頻出する死生観についてのテーマを織り込んだ。その中でヌミディア人の奴隷ジュバが重要な役割を演じるよう、人物関係が調整された。途中でフランゾーニも製作から脚本に復帰して、ウィリアムとローガンの変更案を監修する立場についた。ウィリアムはフランゾーニの初期案を尊重しながら変更作業を行い、フランゾーニも脚本監修としては変更案を自由に行わせた。しかし製作としてはあくまで自分の初期案に近い物を採用するように主張していた。後にフランゾーニは『グラディエーター』については製作に関する貢献が認められ、アカデミー作品賞を共同受賞した。
また脚本は主演を務めたラッセル・クロウからの提案による修正も行われた。彼は常に脚本の内容について意見を提示し、納得する回答が製作陣から得られないと不満げにセットを練り歩いた。ドリームワークスの製作陣は口を揃えて「（ラッセルは）全ての脚本を書き直させようとした。特にトレーラーでも使用された『今生か、さもなくば来世で復讐を果たす』という台詞を断固として受け入れなかった」と証言している。ラッセルが追加された死生観についてのテーマを嫌っており、「ウィリアムの脚本はゴミだ。だが私は世界一の俳優だからどんなゴミみたいな台詞でも良く演じてみせる」とまで罵倒したという。ウィリアムは「多分、私の脚本がゴミみたいだから、そのままの台詞を喋ったんだろうね」と皮肉っている。

### プリプロダクション
映画撮影に備えて、スコットはストーリーボードの製作に数ヶ月間を費やした。また6週間にわたって製作スタッフを連れて、イタリア・フランス・イングランド・北アフリカなど実際にローマ文明が形成された土地を旅行して、撮影用の場所などを探して回った。
作中で登場する調度品や衣服、セットや建築物の多くは購入や借用が困難であった為、殆どが映画の為に一から製作された。

### 撮影
1999年の5月、最初の撮影が開始された。まず取り掛かられたのは映画の冒頭にあたる、冬のゲルマニアでの戦闘場面だった。しかし実際に撮影が行われたのは先述の通り春頃で、また撮影場所にはイングランドのボーンウッズが用いられた。現地の森林委員会が森を伐採する予定にあったことを知ると、スコットはこれを活用して森の木々を燃やすなどの撮影について許可を得た。スコットと撮影監督のジョン・マシソンは可変フレームレートやマルチカメラといった技法を用いて迫力ある戦闘シーンを撮影した。これは1998年の『プライベート・ライアン』でも使用された技法である。次にモロッコ王国のワルザザートに撮影場所を移して、ズッシャバルの奴隷市場と訓練シーンを3週間にわたって撮影した。地方闘技場での場面は実際に古い建設技術と材料を使って3万個の泥レンガを作って組まれたセットが撮影スタッフによって用意された。そして最後にローマ市内のシーンの為、マルタ島のリカソリ砦で19週間の長期撮影が行われた。
マルタ島が選定された理由はローマの本土であったイタリア（イタリア本土）に近く地理的条件が似ており、近世に建てられたローマ風の建築物が存在していたためである。とはいえ長い歴史でマルタ島の遺跡も多くが変容しており、この場面はセットとCG技術を駆使したフォローが想定されていた。事実、街中で見られる建物の多くやコロッセウムの基礎部分を除いた箇所などがCGI（CG）によって付け加えられている。同時に実物大のセットも組まれたが、特にコロッセウムの基礎部分は100万ドルもの費用を投じて建設された。これ以外に映像を彩る小物類（武器、甲冑、胸像、家具、天幕、柱、布地、衣装）などは全てこの映画の為だけに発注されたオーダーメイド品で、他の歴史映画からの使い回しなどは一切行われなかった。

### ポストプロダクション
撮影後の作業は編集とCGI加工に絞られ、特にCGI部分についてはロサンゼルスにCGI用の設備を持つミル社が担当した。彼らは撮影スタッフが苦心して用意した映像をさらに迫力を加える様々な努力を行なった。例えば冒頭の合戦シーンで放たれた火矢は実際には安全性などの問題から敵陣の前までしか飛ばしていなかったが、これを敵陣に届いているように修正する作業などが行われている。他にコロッセウムのシーンで観客のエキストラが用意しきれない部分や、凱旋式で元老院の長い階段を登る場面などもCGI工程で追加された。最終的にミル社のスタッフは90以上の部分に加工を加え、映画内で9分間分の場面に手を加えた形になった。
また主要俳優の一人であったプロキシモ役のオリヴァー・リードが撮影終了間際に病死したことは予想外の作業を必要とした。出演予定だった終盤の場面は編集やCGで誤魔化すという苦肉の策が行われた。なお、プロキシモは兵士達に囲まれ刺殺されるが、そのシーンのプロキシモは容姿を似せた代役が担当し、顔が映らないようにされた。グラディエーター製作の上でこうしたCG製作は欠かせない重要な作業であった。しかしCGI作業を統括した視覚効果監督のジョン・ネルソンは「我々がやったことは映画全体の一部に過ぎない。オリヴァーの件にしても、人々に感動を与えたのは彼の演技だった。我々はそれを上映する手助けをしただけだ」とコメントしている。本作はオリヴァー・リードの遺作となった。

### 音楽
音楽はハンス・ジマー、リサ・ジェラルド、クラウス・バデルトが担当、ゴールデングローブ賞の音楽賞を受賞したほか、アカデミー作曲賞にノミネートされるなど高い評価を受けたが、戦闘場面の楽曲はホルストの組曲「惑星」の「火星」と酷似しており、2006年、ホルスト財団から著作権侵害で訴訟を起こされた。ジマー側は盗作ではないと主張し全面的に争っている。またコンモドゥスの凱旋式シーンに使用された曲はワーグナーの「ニーベルングの指環」と酷似しており、冒頭におけるゲルマニアの曲はリドリー・スコットが愛好している映画「ズールー」との関連を主張する意見もある。
また、同作品の主題歌「ついに自由に（Now We Are Free）」を歌ったリサ・ジェラルドも一気に知名度を上げた。
楽曲は高い評価を受けた映画音楽として多方面において借用され、2003年のNFL決勝戦でハーフタイム中に流されている。同年、ルチアーノ・パヴァロッティは劇中音楽の歌唱部分を担当する申し出を断ったエピソードを明かし、受けておけばよかったと後悔を口にしている。

## 反響

### 歴史考証
同作品は史実に誠実でなければならない学問的な歴史資料ではなく、娯楽としての史劇作品であることから必ずしも史実性を絶対視する必要があるわけではない。だが現実問題として映像作品に社会的な影響がある以上、特に成功した歴史映画である『グラディエーター』が「誤ったローマ時代の知識を与える」との批判を受けており、実際に史実と創作の混同を助長しているのもまた事実である。
リドリー・スコット自身は史実のローマ時代に深い興味と敬意を抱いており、できる限りは「実際のローマ」の映像化を望んでいたとコメントしている。事実、スコットは撮影に挑むにあたって数人の権威ある歴史学者を史実考証のスタッフとして招致している。しかし作品を盛り上げる為の演出や脚色もまた娯楽作品の監督として行っており、史実考証のスタッフと衝突することも多かった。またスコットは史実を重んじる一方で「史実で不明瞭な部分は想像で補ってもよい」というスタンスも持っており、例えば冒頭の火矢を溝に注いだ油で点火する場面はスコットの想像（或いは創造）である。
他にコロッセウムにカフェが用意されている場面についても「暴君ネロがカフェで万引きをした」というある歴史書の記述を下に、「ローマ時代にカフェという文化はない」という考証スタッフの意見を退けてシーンに取り入れている。他に登場人物の衣服なども史実に基づきつつ、より華やかで映像栄えするアレンジや色彩が採用されている。体力自慢の暴君として歴史書に描写されるコンモドゥスを気弱で情緒不安定な青年に描く一方、アウレリウスを皮肉屋の共和主義者として描くなど独自の歴史解釈も与えている。スコットのある意味で柔軟で独創的であり、乱暴で優柔不断でもある史実への態度は論争を巻き起こし、少なくとも一人の歴史考証役が途中で降板している。
コネチカット大学のアレン・ウォード教授はスコットの態度を「創作上は必要だった部分もある」と擁護しつつも、「作家が娯楽の為に許されている脚色は、史実を乱雑に扱うことへの許可証ではない」と批判している。
特に一番論争の種になったのは物語の重要箇所である「コンモドゥスによる父アウレリウス暗殺」の場面で、多くのローマ時代に関連する歴史書はコンモドゥスによる暗殺を否定している。次に主人公マキシマスが極めて高位の官職についている重臣であり、最終的に皇帝を暗殺するという大業を成し遂げたにも関わらず、その存在が完全なフィクションであることが批判される。ただしマキシマスのモチーフとなった人物は幾人かの実在人物が用いられている。具体的には実際にコモドゥスを宮殿で暗殺したとされる剣闘士ナルキッソス、戦争の英雄として活躍した後に潔く農夫に戻った独裁官キンキナトゥス、アウレリウスの重臣の一人であった執政官マルクス・ノニウス・マクリウスなどである。

### 他作品からの影響
大筋において史実に基づきつつ、細かい部分で独創的な脚色が加えられた歴史映画という意味で、『グラティエーター』はソード&サンダル路線の継承者といえる。その中でも特に共和政期の奴隷反乱を元にした『スパルタカス』と、本作と同時代を元にした『ローマ帝国の滅亡』の影響が指摘される。『ローマ帝国の滅亡』の大筋は暴君コモドゥスが父を暗殺して帝位を奪い、主人公を味方に加えようとするが拒否されたことから粛清するが、生き残っていた主人公と一騎討ちの末に倒れるという内容で、グラディエーターも同じ粗筋を使用している。しかし、主人公を初めとする主要人物の描写や戦闘シーンの工夫によって、両作品の芸術性は全く異なる方向へと向けられている。
リドリー・スコット自身は『ローマ帝国の滅亡』よりもむしろ『スパルタカス』と『ベン・ハー』（それらはスコットが若い頃に愛好した映画でもあったという）が古代ローマを舞台にする上で影響を避けられなかったと言及している。その上で「2000年という人類文明の一つの節目に、人類の歴史に影響を与えた大帝国の分かれ目を描きたいと思えた」ともコメントしている"。
他に、コモドゥスの凱旋式の場面はヒトラーの意向で製作されたナチスのプロパガンダ映画『意志の勝利』を参考にしたと言及している。一方でスコットは「ヒトラーを真似たというのは正確じゃないな。ヒトラーがローマの真似事をしたのさ」と皮肉を込めてコメントしている。

## 評価

### 批評家の反応
映画レビューサイト「Rotten Tomatoes」では78%（207名中161名）の批評家が本作に肯定的な評価を下し、また平均点は10点満点で7.3点、批評家の一致した見解は「リドリー・スコット監督と豪華キャストが、ローマ帝国の剣闘士の闘いの迫力と、その裏で起きようとしている政治的陰謀を見事に表現している。」となった。同様の映画レビューサイト「Metacritic」では46件のレビューのうち、高評価は33件、賛否混在は12件、低評価は1件で、平均点は100点満点中67点だった。CNNは冒頭の戦闘場面を「最高の名場面」と賞賛し、『エンターテインメント・ウィークリー』はラッセル・クロウの情熱的な演技はマキシマスを「映画世界の英雄」の一人に押し上げ、同作全体も素晴らしい復讐物の映画に仕上がっていると評した。2002年、イギリスの公営放送チャンネル4は映画ランキングで映画史上の名作と並んで第6位に同作をランキングした。
一方、しばしば通俗的な評価とは異なる評論で知られる批評家ロジャー・イーバートは、この映画を強く批判した数少ない一人である。彼は映像面を「汚くてぼやけて見辛い映画」と酷評し、物語についても「喜怒哀楽を表現すれば薄っぺらさを避けられると思ったら大間違いだ」と罵倒した。

### 興行収入
興行収入では成功を収めた。2938箇所の映画館で一斉に公開された『グラディエーター』は初週で3483万ドルの興行収入を記録した。興行収入の勢いは止まらず、数週間で早くも巨額であった制作費1億300万ドルを全額回収した。正規上映終了時の全米興行収入は1億8770万5427ドルに達し、続いて世界公開が始まると最終的な興行収入は4億5764万427ドルという破格の商業的成功となった。更に映画館上映終了後、家庭内視聴の需要に向けたDVDセールスが始まるとこれも成功を収めた。DVD版だけでなくブルーレイ・ディスク版も発売され、メイキングや未収録場面を追加して販売された。
2009年9月、映画上映10周年を前に完全版（ディレクターズ・カット）の販売が行われ、新たに長大なシーン追加が行われた。

### 受賞
商業的成功だけでなく芸術的な評価という点でも『グラディエーター』は主演ラッセル・クロウのアカデミー主演男優賞受賞を初め、アカデミー、ゴールデングローブ、英国アカデミー賞などを独占して36個の賞を受賞する大成功を収めている。ノミネートも含めると殆どの賞の部門に上げられており、その中でもホアキン・フェニックスのアカデミー助演男優賞ノミネート、リドリー・スコットのアカデミー監督賞ノミネートが特筆される。
- 第73回アカデミー賞
  - 作品賞
  - 主演男優賞（ラッセル・クロウ）
  - 衣裳デザイン賞
  - 録音賞
  - 視覚効果賞

- 英国アカデミー賞
  - 撮影賞
  - 編集賞
  - 作品賞
  - 美術賞

- 第58回ゴールデングローブ賞
  - 作品賞（ドラマ部門）
  - 作曲賞

## 映像ソフト
DVD
Blu-ray
Ultra HD Blu-ray

## 仕様
- DVD(2003年リリース版)：カラー、スコープサイズ、dts-ES Discrete 6.1（6.1 英語）/ドルビーデジタル（5.1 英語）/ドルビーデジタル（5.1 日本語）
- Blu-ray(2009年リリース版)：カラー、スコープサイズ、dts-HD マスター・オーディオ（5.1 英語）/dts（5.1 日本語）
- Blu-ray(2011年ニューマスターリリース版)：カラー、スコープサイズ、dts-HD マスター・オーディオ（5.1 英語）/dts（5.1 日本語）
- Ultra HD Blu-ray：カラー、スコープサイズ、dts:X（7.1.4 英語）/dts（5.1 日本語）

## 影響
グラディエーターの大ヒットは特に合衆国内で「ローマ・ブーム」とも言うべき古代ローマ時代への関心増加を引き起こし、ニューヨーク・タイムズ紙は現象を「グラディエーター効果（"Gladiator Effect"）」と評した。大きく時代が異なるローマ時代の政治家キケロ（作中で登場人物のモチーフにされている）の専門的な考察書「Cicero: The Life and Times of Rome's Greatest Politician（「キケロ―あるローマの偉大な政治家、その生涯と生きた時代」アンソニー・エヴェリット、2001年）が飛ぶように売れ、同じくたまたま新たに新訳が行われたアウレリウス帝の著書『自省録』（グレゴリー・ヘイズ訳、2000年）が思索書としては異例の売り上げを記録した。
ローマ時代のみならず歴史映画自体もブームとなり『トロイ』『アレキサンダー』『キング・アーサー』と立て続けに歴史大作が送り出され、リドリー・スコット自身も十字軍をテーマにした『キングダム・オブ・ヘブン』の監督を請け負っている。この流れは現在まで温存されており、スパルタ時代をテーマにした『300 〈スリーハンドレッド〉』が製作されている。
主人公として新たに創作されたマキシマスはトータルフィルム誌が行った「印象に残った50人の主人公と悪役」の一人にランクインし、エンパイア誌の「偉大な主人公ランキング」でも選ばれるなど高い知名度を獲得した。主役を務めたラッセル・クロウの母国オーストラリアではマキシマスの記念切手まで発売され、ラッセル本人が豪州政府の招致で記念式典でスピーチを行っている。

## 続編
大きな成功を収めた『グラディエーター』の続編構想は早くも公開翌年となる2001年、製作の一人ダグラス・ウィックが「映画本編の序章部分」を製作する予定があると発表した。しかしデヴィッド・フランゾーニの提案により、程なく企画は本編から15年後となる「後日談」に切り替えられることが決定された。公開されていた予定構想によれば物語はコンモドゥス帝とマキシマスの死から15年後、近衛隊が主導権を握る帝国が舞台となる。そんな中、成長したルッシラの子でコンモドゥスの甥であるルキウスを主人公とし、彼が自分のルーツを密かに探ろうとするという内容とされた。
ラッセル・クロウも続編出演に意欲を見せ、その上でマキシマス（或いはその来世）を再び演じることを強く希望してローマの宗教観や転生の概念などと絡められないかと考えていると発言した 。恐らく監督として要請されたであろうリドリー・スコットも続編製作については前向きに検討しているとしつつも、「内容的に『グラディエーター2』という訳にはいかないだろうね」と現行案では続編とはいえ作品テーマが大きく異なる点を指摘した。ディレクターズカットの内容などから、リドリー・スコットがマキシマス、コンモドゥス、ルッシラ、アウレリウスが若い頃が舞台となる序章を製作することを望んでいる部分があり、両案を併せると序章と後日談を交互に描いた『ゴッドファーザー PART II』のスタイルに似た続編という形になる。
2006年、纏まらない状態にリドリー・スコットは自案に近い内容で脚本試案を製作させようとしたが、ドリームワークスは後日談を製作するという意思を曲げなかった。2009年、企画は完全に暗礁へと乗り上げた状態にあったが、インターネット上で公開された「却下された脚本案」とされる文書で再び話題を集めた。それによればマキシマスはローマの神として転生し、帝国から迫害されるキリスト教徒を守るという内容であった。さらに終盤では世界の歴史を追体験して、最終的に第二次世界大戦にまで至るというかなり荒唐無稽な内容になっている。試案を担当したのはニック・ケイブで、「リドリーとラッセルが一読した後、却下した」とされている。